# Henning Hasle
Henning Hasle (2. november 1900 i Skødstrup – 16. juni 1986) var en dansk politiker (Konservative Folkeparti) landsretssagfører og minister.
Født i Skødstrup ved Århus, søn af slagtermester F. V. Hasle og hustru Emma, født Diechmann. 
Valgt den 16. november 1932 i Århus Amt for Det konservative Folkeparti. Opstillingskredse Odder og Århus søndre.
Minister uden portefølje i Regeringen Thorvald Stauning V.
Udgav i 1974 sine erindringer i bogen "Skyggen fra syd". Bogen indeholder blandt andet Henning Hasles notater fra regeringsmøderne i dagene op til 9. april 1940. På møderne forsøgte man at vurdere hvor alvorlige efterretningerne om den forestående tyske besættelse var.